# Pittongita
La pittongita és un mineral de la classe dels òxids. Va ser anomenada en honor de la seva localitat tipus: Pittong (Victòria, Austràlia). A la vegada, Pittong deriva d'una paraula aborigen australiana que significa pare.

## Característiques
La pittongita és un òxid de fórmula química (Na,H₂O)0.7(W,Fe3+)(O,OH). Cristal·litza en el sistema hexagonal en forma de plaques primes, corbes amb traços desiguals, de fins a 0,5 μm; també en forma d'agregats, de fins a 2 mm; i com a masses compactes. La seva duresa a l'escala de Mohs és de 2 a 3.
Segons la classificació de Nickel-Strunz, la pittongita pertany a «04.DH: Òxids amb proporció Metall:Oxigen = 1:2 i similars, amb cations grans (+- mida mitjana); plans que comparteixen costats d'octàedres» juntament amb els següents minerals: brannerita, ortobrannerita, thorutita, kassita, lucasita-(Ce), bariomicrolita, bariopiroclor, betafita, bismutomicrolita, calciobetafita, ceriopiroclor, cesstibtantita, jixianita, hidropiroclor, natrobistantita, plumbopiroclor, plumbomicrolita, plumbobetafita, estibiomicrolita, estronciopiroclor, estanomicrolita, estibiobetafita, uranpiroclor, itrobetafita, itropiroclor, fluornatromicrolita, bismutopiroclor, hidrokenoelsmoreïta, bismutostibiconita, oxiplumboromeïta, monimolita, cuproromeïta, stetefeldtita, estibiconita, rosiaïta, zirconolita, liandratita, petscheckita i ingersonita.

## Formació i jaciments
La pittongita es forma per la meteorització de ferberita amb solucions acídiques, oxidants i amb contingut de sodi, en filons hidrotermals de quars associats amb granita. Va ser descoberta a la mina Wolfram, a Pittong (Victòria, Austràlia). Es tracta de l'únic indret on s'ha trobat aquesta espècie mineral.